# Nur Hafizović
Hadži Husein Nur-efendija Hafizović (? Rogatica, Osmanská říše – 12. dubna 1921 Rogatica, Království Srbů, Chorvatů a Slovinců), rodným jménem Nuruddin či Nureddin, byl bosenskohercegovský islámský duchovní a soudce bosňáckého původu.

## Životopis
Jeho otcem byl Mehmed Rešid ef. Hafizović (1807–1865), rogatický muftí a později kádí v Mostaru, Bihaći a Banja Luce. Mehmed Rešid přivedl na svět šest synů, z nichž dospělosti se dožili jen dva, Ejub Šakir a Husein Nurudin.
Základní a vyšší islámskou školu, tj. mekteb a medresu, navštěvoval v rodném městě. Roku 1861 složil zkoušku opravňující jej zastávat post kádího, islámského soudce se zalostí šarí'atského práva. Jako soudce poté sloužil v Bosenské Gradišce, Gračanici (od 1865) a Gradačci. Soudní zkoušku poté vykonal v Istanbulu. Roku 1870 byl jmenován kádím v Izmiru. V této době obdržel Řád Medžidije (Mecidiye Nişanı) V. třídy. Od roku 1871 byl kádím ve městě Pljevlja. Zde ho zastihla rakousko-uherská okupace Bosny a Hercegoviny (1878). Poté se zřejmě vrátil do Rogatice, kde se věnoval soudcovskému povolání.
Po založení Islámského společenství v Bosně a Hercegovině roku 1882, nezávislého na osmanské říši, zasedl v jeho nejvyšší duchovní radě, ulema-medžlisu. Roku 1887 jeho místo zaujal Nezir Zildžić, který mu zase přenechal úřad soudce u Vrchního šarí‘atského soudu v Sarajevu. Na tomto postu setrval až do roku 1906, kdy byl penzionován.
Hafizović byl nositelem řady vyznamenání. Roku 1888 obdržel Řád Františka Josefa V. třídy, rytíř – na prsou, a roku 1898 Řád železné koruny III. třídy, dekorace na náprsní stuze ve tvaru trojúhelníku.
Husein Nur se dvakrát oženil. Jeho první manželkou byla Dževahira, dcera Mustafy (Mujagy) Hadžiavdiće a příbuzná Refika H. Avdiće, šayḫ al-Islāma, nejvyššího islámského duchovního v osmanské říši. S Dževahirou přivedl na svět šest dětí, syny Abdulaha a Muhameda, a dcery Esmu (vdanou Bajrović), Belkisu (vdanou Kumašina), Hajriju (vdaná Bukvica) a Behiju (vdaná Tanković). Podruhé se oženil po smrti své ženy s Hasnijou Svrzo, která mu porodila dceru Mesudu (vdaná Hasanbegović).